# Mexiko i olympiska sommarspelen 2004
Mexiko i olympiska sommarspelen 2004 bestod av idrottare som blivit uttagna av Mexikos olympiska kommitté.

## Boxning
Lätt flugvikt
- Raúl Castañeda
  - Sextondelsfinal — Bye
  - Åttondelsfinal — Förlorade mot Sergey Kazakov från  Ryssland, 41-16

Bantamvikt
- Abner Mares Martínez
  - Sextondelsfinal — Förlorade mot Zsolt Bedak från  Ungern, 36-27

Lätt weltervikt
- Juan de Dios Navarro
  - Sextondelsfinal — Förlorade mot Nurzhan Karimzhanov från  Kazakstan, 48-31

Mellanvikt
- Alfredo Angulo
  - Sextondelsfinal — Förlorade mot Andy Lee från  Irland, 38-23

Lätt tungvikt
- Ramiro Reducindo
  - Sextondelsfinal — Förlorade mot Magomed Aripgadjiev från  Belarus, 29-10

## Bågskytte
Herrarnas lagtävling
- Jorge Pablo Chapoy, Eduardo Avelino Magaña, and Juan René Serrano - herrarnas lagtävling, 12:e plats

Herrarnas individuella tävling
- Juan René Serrano - herrarnas individuella, 20:e plats
- Jorge Pablo Chapoy - herrarnas individuella, 34:e plats
- Eduardo Avelino Magaña - herrarnas individuella, 49:e plats

## Cykling

### Landsväg
Damernas linjelopp
- Belém Guerrero Méndez - 46:e plats, 3:33:35

### Bana
Damernas tempolopp
- Nancy Contreras - 8;e plats, 34.783 sek

Damernas poänglopp
- Belém Guerrero Méndez - silver, 14 poäng

## Friidrott
Herrarnas 200 meter
- Juan Pedro Toledo
  - Semifinal — 20.64 (→ gick inte vidare)

Herrarnas 400 meter
- Alejandro Cardenas
  - Omgång 2 — 45.64 (→ gick inte vidare)

Herrarnas 5 000 meter
- Alejandro Suarez
  - Omgång 1 — 13:35.32 (→ gick inte vidare)

Herrarnas 10 000 meter
- Teodoro Vega
  - Final — 29:06.55 (→ 20:e plats)

- David Galván
  - Final — 29:38.05 (→ 21:e plats)

Herrarnas maraton
- Procopio Franco — 2:23:34 (→ 55:e plats)
- Andrés Espinosa — 2:29:43 (→ 69:e plats)
- Jose Ernani Palalia — 2:31:41 (→ 72:e plats)

Herrarnas 20 km gång
- Omar Segura — 1:24:35 (→ 18:e plats)
- Bernardo Segura — DNF (→ ingen placering)
- Noé Hernández — DSQ (→ ingen placering)

Herrarnas 50 km gång
- Miguel Rodriguez — 3:55:43 (→ 15:e plats)
- Germán Sánchez — 3:58:33 (→ 17:e plats)
- Mario Ivan Flores — DNF (→ ingen placering)

Herrarnas stavhopp
- Giovanni Lanaro
  - Omgång 1 — ingen notering (→ gick inte vidare)

Damernas 100 meter
- Liliana Allen
  - Omgång 2 — 11.52 (→ gick inte vidare)

Damernas 400 meter
- Ana Gabriela Guevara
  - Omgång 1 — 50.93
  - Semifinal — 50.15
  - Final — 49.56 (→  Silver)

Damernas 5 000 meter
- Dulce Maria Rodriguez
  - Omgång 1 — 16:08.07

Damernas 10 000 meter
- Adriana Fernandez
  - Final — 32:29.57 (→ 23:e plats)

Damernas 4 x 400 meter stafett
- Liliana Allen, Magali Yanez, Ana Guevara, och Mayra Gonzalez
  - Omgång 1 — 3:27.88 (NR) (→ 11:e plats)

Damernas maraton
- Margarita Tapia — 2:46:14 (→ 38:e plats)
- Angélica Sánchez — 2:49:04 (→ 46:e plats)

Damernas höjdhopp
- Romary Rifka
  - Omgång 1 — 1.92 meter (→ gick inte vidare)

Damernas släggkastning
- Violeta Guzman
  - Omgång 1 — 62.76 meter (→ gick inte vidare)

Damernas 20 km gång
- Victoria Palacios — 1:36:07 (→ 34:e plats)
- Rosario Sánchez — DNF (→ ingen placering)

## Fäktning
Herrarnas florett
- Edgar Chumacero - utslagen i sextondelsfinalen

## Gymnastik
Damernas artistiska gymnastik:
- Brenda Magana - Kvalificerade sig inte vidare i någon gren
- Laura Moreno - Kvalificerade sig inte vidare i någon gren

## Judo
Herrarnas extra lättvikt (-60 kg)
- Cristobal Aburto - besegrades i åttondelsfinalen

Herrarnas mellanvikt (-90 kg)
- Jose Goldschmied - besegrades i sextondelsfinalen

Damernas tungvikt (+78 kg)
- Vanessa Zambotti - besegrades i åttondelsfinalen

## Konstsim
Damernas duett
- Nara Lorena Falcón Arteaga & Olga Larissa Vargas León - 86,084 poäng (16:e plats, tekniskt: 42,667 poäng, fritt: 43,417 poäng)

## Modern femkamp
Herrarnas tävling
- Sergio Salazar Salazar
  - 11:e plats
- Manuel Pradillo Ortega
  - 12:e plats

## Ridsport

### Hoppning
| Ryttare                                                                      | Häst      | Gren                  | Kval     | Kval      | Kval       | Kval       | Kval       | Kval             | Kval             | Kval             | Final            | Final            | Final            | Final            | Final            | Totalt           | Totalt           |
| Ryttare                                                                      | Häst      | Gren                  | Omgång 1 | Omgång 1  | Omgång 2   | Omgång 2   | Omgång 2   | Omgång 3         | Omgång 3         | Omgång 3         | Omgång A         | Omgång A         | Omgång B         | Omgång B         | Omgång B         | Totalt           | Totalt           |
| Ryttare                                                                      | Häst      | Gren                  | Straff   | Placering | Straff     | Totalt     | Placering  | Straff           | Totalt           | Placering        | Straff           | Placering        | Straff           | Totalt           | Placering        | Straff           | Placering        |
| ---------------------------------------------------------------------------- | --------- | --------------------- | -------- | --------- | ---------- | ---------- | ---------- | ---------------- | ---------------- | ---------------- | ---------------- | ---------------- | ---------------- | ---------------- | ---------------- | ---------------- | ---------------- |
| Federico Fernández                                                           | Behomio 8 | Individuell hoppning  | 9        | =54       | 12         | 21         | =48 Q      | 17               | 38               | 54               | Gick inte vidare | Gick inte vidare | Gick inte vidare | Gick inte vidare | Gick inte vidare | Gick inte vidare | Gick inte vidare |
| Marcela Lobo Pérez                                                           | Joskin    | Individuell hoppning  | 16       | =69       | 25         | 41         | 64 Q       | 17               | 58               | =58              | Gick inte vidare | Gick inte vidare | Gick inte vidare | Gick inte vidare | Gick inte vidare | Gick inte vidare | Gick inte vidare |
| Gustavo Ramos Hernández                                                      | Minotauro | Individuell hoppning  | 19       | 72        | 33         | 52         | 66 Q       | Gav upp          | Gav upp          | Gav upp          | Gick inte vidare | Gick inte vidare | Gick inte vidare | Gick inte vidare | Gick inte vidare | Gick inte vidare | Gick inte vidare |
| Gerardo Tazzer                                                               | Chanel    | Individuell hoppning  | 8        | =47       | Eliminerad | Eliminerad | Eliminerad | Gick inte vidare | Gick inte vidare | Gick inte vidare | Gick inte vidare | Gick inte vidare | Gick inte vidare | Gick inte vidare | Gick inte vidare | Gick inte vidare | Gick inte vidare |
| Federico Fernández Marcela Lobo Pérez Gustavo Ramos Hernández Gerardo Tazzer | Se ovan   | Lagtävling i hoppning | i.u.     | i.u.      | i.u.       | i.u.       | i.u.       | i.u.             | i.u.             | i.u.             | 70               | 15               | Gick inte vidare | Gick inte vidare | Gick inte vidare | 70               | 15               |

## Rodd
Damer
| Idrottare                    | Gren                    | Heat    | Heat      | Återkval | Återkval  | Semifinal | Semifinal | Final   | Final     | Final |
| Idrottare                    | Gren                    | Tid     | Placering | Tid      | Placering | Tid       | Placering | Tid     | Placering |       |
| ---------------------------- | ----------------------- | ------- | --------- | -------- | --------- | --------- | --------- | ------- | --------- | ----- |
| Martha García                | Singelsculler           | 8:07,32 | 5 R       | 7:35,55  | 1 SA/B    | 8:04,83   | 5 FB      | 7:43,44 | 12        |       |
| Gabriela Huerta Aline Olvera | Lättvikts-dubbelsculler | 7:18,16 | 6 R       | 7:23,07  | 5 FC      | BYE       | BYE       | 7:48,02 | 16        |       |

## Segling
Herrar
| Seglare    | Gren    | Lopp | Lopp | Lopp | Lopp | Lopp | Lopp | Lopp | Lopp | Lopp | Lopp | Lopp | Summerad poäng | Finalplacering |
| Seglare    | Gren    | 1    | 2    | 3    | 4    | 5    | 6    | 7    | 8    | 9    | 10   | M*   | Summerad poäng | Finalplacering |
| ---------- | ------- | ---- | ---- | ---- | ---- | ---- | ---- | ---- | ---- | ---- | ---- | ---- | -------------- | -------------- |
| David Mier | Mistral | 11   | 15   | 12   | 19   | 11   | 14   | 19   | 5    | 16   | 20   | 26   | 142            | 16             |

M = Medaljlopp; EL = Eliminerad – gick inte vidare till medaljloppet;
Damer
| Seglare            | Gren        | Lopp | Lopp | Lopp | Lopp | Lopp | Lopp | Lopp | Lopp | Lopp | Lopp | Lopp | Summerad poäng | Finalplacering |
| Seglare            | Gren        | 1    | 2    | 3    | 4    | 5    | 6    | 7    | 8    | 9    | 10   | M*   | Summerad poäng | Finalplacering |
| ------------------ | ----------- | ---- | ---- | ---- | ---- | ---- | ---- | ---- | ---- | ---- | ---- | ---- | -------------- | -------------- |
| Rosa Irene Campos  | Mistral     | 23   | 25   | 23   | 22   | 18   | 24   | 22   | 22   | 21   | 24   | 21   | 220            | 23             |
| Tania Elías Calles | Europajolle | 6    | 5    | 15   | 17   | 6    | 3    | 16   | OCS  | 5    | 14   | 11   | 98             | 12             |

M = Medaljlopp; EL = Eliminerad – gick inte vidare till medaljloppet;

## Simhopp
Herrar
| Idrottare       | Gren | Kval   | Kval      | Semifinal | Semifinal | Final  | Final     |
| Idrottare       | Gren | Poäng  | Placering | Poäng     | Placering | Poäng  | Placering |
| --------------- | ---- | ------ | --------- | --------- | --------- | ------ | --------- |
| Fernando Platas | 3 m  | 434,70 | 8 Q       | 666,72    | 8 Q       | 704,25 | 5         |
| Rommel Pacheco  | 3 m  | 408,75 | 15 Q      | 630,60    | 12 Q      | 642,69 | 10        |
| Rommel Pacheco  | 10 m | 463,47 | 5 Q       | 646,26    | 7 Q       | 623,40 | 10        |

Damer
| Idrottare                    | Gren             | Kval   | Kval      | Semifinal        | Semifinal        | Final            | Final            |
| Idrottare                    | Gren             | Poäng  | Placering | Poäng            | Placering        | Poäng            | Placering        |
| ---------------------------- | ---------------- | ------ | --------- | ---------------- | ---------------- | ---------------- | ---------------- |
| Paola Espinosa               | 3 m              | 301,14 | 9 Q       | 506,46           | 11 Q             | 490,20           | 12               |
| Jashia Luna                  | 3 m              | 252,75 | 20        | Gick inte vidare | Gick inte vidare | Gick inte vidare | Gick inte vidare |
| Paola Espinosa               | 10 m             | 348,03 | 5 Q       | 519,21           | 8 Q              | 455,40           | 12               |
| Jashia Luna                  | 10 m             | 328,62 | 10 Q      | 481,80           | 13               | Gick inte vidare | Gick inte vidare |
| Paola Espinosa Laura Sánchez | 3 m parhoppning  | i.u.   | i.u.      | i.u.             | i.u.             | 286,92           | 5                |
| Paola Espinosa Jashia Luna   | 10 m parhoppning | i.u.   | i.u.      | i.u.             | i.u.             | 307,74           | 5                |

## Taekwondo
| Idrottare      | Gren             | Åttondelsfinaler      | Kvartsfinaler              | Semifinaer           | Återkval             | Bronsmatch              | Final                | Final     |
| Idrottare      | Gren             | Motståndare Resultat  | Motståndare Resultat       | Motståndare Resultat | Motståndare Resultat | Motståndare Resultat    | Motståndare Resultat | Placering |
| -------------- | ---------------- | --------------------- | -------------------------- | -------------------- | -------------------- | ----------------------- | -------------------- | --------- |
| Óscar Salazar  | Herrarnas −58 kg | Mercedes (DOM) W 10–1 | Sjaposjnyk (UKR) W 6–2     | Nguyen (VIE) W 8–0   | Bye                  | Bye                     | Chu M-Y (TPE) L 1–5  | 2         |
| Víctor Estrada | Herrarnas −80 kg | Matos (CUB) W 8–7     | López (USA) L 2–4          | Gick inte vidare     | Rasheed (IRQ) W WO   | Ahmadov (AZE) L 9–9 SUP | Gick inte vidare     | 5         |
| Iridia Salazar | Damernas −57 kg  | Delgado (COL) W 5–2   | Kajdasjova (UZB) W 7–7 SUP | Jang J-W (KOR) L 1–2 | Bye                  | Corsi (ITA) W 3–2       | Reyes (ESP) W 2–1    | 3         |

## Triathlon
| Triathlet        | Gren                | Simning (1,5 km) | Trans 1 | Cykling (40 km) | Trans 2 | Löpning (10 km) | Total tid  | Placering |
| ---------------- | ------------------- | ---------------- | ------- | --------------- | ------- | --------------- | ---------- | --------- |
| Eligio Cervantes | Herrarnas triathlon | 18:44            | 0:18    | 1:05:12         | 0:21    | 35:31           | 1:59:27,81 | 38        |
| Javier Rosas     | Herrarnas triathlon | 18:43            | 0:18    | 1:09:21         | 0:20    | 35:59           | 2:04:03,97 | 44        |